# Neuendorf (Bawaria)
Neuendorf – miejscowość i gmina w Niemczech, w kraju związkowym Bawaria, w rejencji Dolna Frankonia, w regionie Würzburg, w powiecie Main-Spessart, wchodzi w skład wspólnoty administracyjnej Lohr am Main. Leży w Spessart, około 13 km na północny zachód od Karlstadt, nad Menem, przy drodze B26 i linii kolejowej Frankfurt nad Menem – Aschaffenburg - Würzburg/Fulda.

## Dzielnice
W skład gminy wchodzą dwie dzielnice:
- Neuendorf
- Nantenbach

## Demografia
| Rok  | Liczba mieszk. |
| ---- | -------------- |
| 1970 | 754            |
| 1987 | 868            |
| 2000 | 924            |
| 2005 | 882            |